# تيمبو
تيمبو (بالإنجليزية:  Timbo )‏ هي بلدة ومحافظة فرعية في محافظة مامو في إقليم مامو في غينيا. وهي تقع في مرتفعات فوتا ديالون في غينيا، الواقعة شمال شرق مامو، في جزء من البلاد غالبًا ما يقطنها شعب الفولاني. وتشتهر أيضًا بهندستها المعمارية المحلية والجبال والشمبانزي المحلية.

## التاريخ

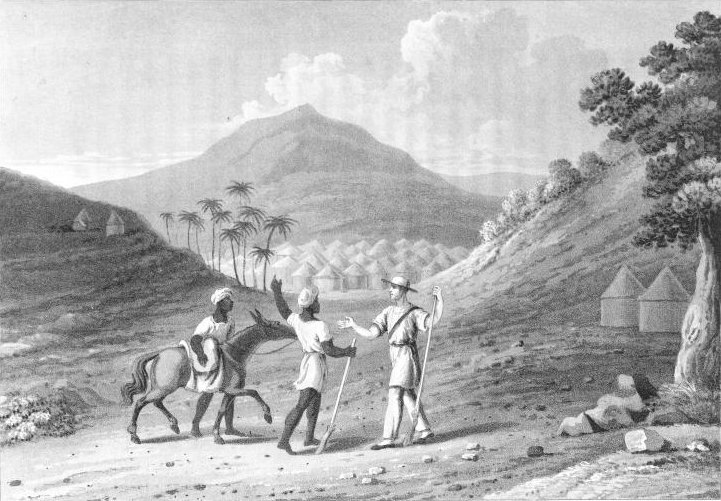
تيمبو في عام 1818

كان كاراموكو ألفا، الذي قاد الفلسفة الجهادية التي أسست إمامة فوتا جالون بين 1727 و 1751، حاكم تيمبو، التي أصبحت عاصمة الدولة الجديدة. كان مركزًا دينيًا هامًا ومعروفًا بمسجدها في القرن الثامن عشر.

## أعلام
- عبد الرحمن بن إبراهيم سوري